# Kyō kara maō!
Kyō kara maō! (jap. 今日からマ王!) – seria light novel, autorstwa Tomo Takabayashi. Istnieją również adaptacje w postaci serialu anime, serii OVA, mangi i słuchowisk.
Serial anime został wyprodukowany przez Studio Deen i wyświetlony w Japonii na kanałach NHK i Animax. Poza granicami Japonii anime zostało wyświetlone między innymi w Hongkongu, południowo-wschodniej Azji, Indiach i innych regionach.
Licencję na dystrybucję serii pod nazwą Kyo Kara Maoh! – God Save Our King! w Stanach Zjednoczonych posiada Geneon. W Polsce nie ma jeszcze posiadacza licencji.

## Opis fabuły
Piętnastoletni Yūri Shibuya (jap. 渋谷　有利 Shibuya Yūri), przeciętny, lubiący baseball uczeń szkoły średniej, zostaje przeniesiony do świata, w którym trwa wojna między ludźmi a demonami. Jak się okazuje zaraz po jego przybyciu, jest on królem demonów o wielkich mocach, czczonym przez swój lud. Nie zna jednak tej kultury, co doprowadza do wielu zabawnych sytuacji, takich jak przypadkowego narzeczeństwa z synem ex-królowej.

## Media

### Powieści
Powieści z gatunku light novel napisane przez Tomo Takabayashi z ilustracjami autorstwa Temari Matsumoto. Powieści wydane są przez wydawnictwo Kadokawa Shoten. Pierwsza powieść została wydana 29 września 2001 roku i do tej pory zostały wydane 22 książki z serii. 17 z nich rozwija główną historię powieści, a pozostałe 5 to historie poboczne, które zapewniają tło i inne informacje do głównej historii.

### Manga
Manga rysowana przez Temari Matsumoto wydawana jest w Japonii pt. Kyō Kara MA no Tsuku Jiyūgyō! (jap. 漫画：今日から㋮のつく自由業!) ukazuje się od czerwca 2005 roku w magazynie Asuka. Rozdziały później są zebrane i wydawane w tomach jako tankōbon przez Kadokawa. Pierwszy tom został wydany 26 grudnia 2005 roku. Do tej pory wydano 17 tomów.

### Muzyka
Opening
- "Hateshinaku Tooi Sora ni" (jap. 果てしなく遠い空に) (odc. 1–78), The Stand Up
- "Romantic Morning" (jap. ロマンチック・モーニング) (OVA), The Stand Up
- "Sekai yo Warae" (jap. 世界よ笑え) (odc. 79–117), Jungo Yoshida z M-Tone

Ending
- "Suteki na Shiawase" (jap. ステキな幸せ) (1–39), The Stand Up
- ""Arigatō~"" (jap. ありがとう〜) (40–78), BON'z
- "Hitsuyou no Poketto" (jap. 秘密のポケット) (OVA), The Stand Up
- "Going" (odc. 79–117), Jungo Yoshida